# ميلارد إف. مالين
ميلارد إف. مالين (بالإنجليزية: Millard F. Malin)‏ هو نحات أمريكي، ولد في 1891، وتوفي في 1974.